# دارک ساید وار
دارک ساید وار (Darkseidwar) باحضور شخصیت‌های مترون، آنتی مانیتور، دارک ساید، های فادر وحضور شخصیت‌های دیگر در رابطه با نابود کردن شخص دارک ساید آغاز می‌شود داستان کمیک از جای آغاز می‌شود که‌ های فادر برای صلح میان نیو جنسیس و آپوکالیپس پسرش را تحویل شخص دارک ساید می‌دهد و به جایش پسر دارک ساید را می‌گیرد.